# دیمیل
دیمیل (انگلیسی: Demel) شرکت صنایع غذایی لهستانی است، که در سال ۱۷۸۶ تأسیس شد.